# Скоростная железная дорога Сиань — Баоцзи
Скоростная железная дорога Сиань — Баоцзи (кит. 西宝客运专线) длиной 148 км строится в провинции Шэньси, соединяя столицу провинции Сиань с городами Сяньян и Баоцзи. В дальнейшем дорога станет частью Высокоскоростной пассажирской линией Сюйчжоу — Ланьчжоу. Соседняя секция Чжэнчжоу — Сиань пущена в эксплуатацию. Следующая часть Баоцзи — Ланьчжоу  предположительно будет построена в 2017 году. Строительство дороги началось 11 декабря 2009 года. Пуск в эксплуатацию состоялся 28 декабря 2013 года
Дорога рассчитана на скорость движения 350 км/час. Инвестиции составляют примерно 18 миллиардов юаней.

## Остановки
1. Сиань- Северный (кит. 西安北站)
2. Сяньян — Западный (кит. 咸阳西站)
3. Янлин — Южный (кит. 杨凌南站)
4. Цишань (кит. 岐山站)
5. Баоцзи — Южный (кит. 宝鸡南站)